# Torneo de Memphis 2016
El U.S. National Indoor Tennis Championships 2016 fue un torneo de tenis que pertenece a la ATP en la categoría de ATP World Tour 250. Fue la trigésimo novena edición del torneo y se disputó del 08 al 14 de febrero de 2016 sobre dura en el Racquet Club de Memphis en Memphis, Estados Unidos

## Cabeza de serie

### Individuales masculinos
| Tenista       | Ranking | Preclasificado |
| Kei Nishikori | 7       | 1              |
| Steve Johnson | 18      | 2              |
| Donald Young  | 48      | 3              |
| Sam Querrey   | 60      | 4              |
| Denis Kudla   | 62      | 5              |
| Sam Groth     | 77      | 6              |
| John Millman  | 78      | 7              |
| Damir Džumhur | 79      | 8              |

- Ranking del 1 de febrero de 2016

### Dobles masculinos
| Tenista                   | Ranking | Preclasificado |
| Bob Bryan Mike Bryan      | 11      | 1              |
| Treat Huey Max Mirnyi     | 65      | 2              |
| Eric Butorac Scott Lipsky | 84      | 3              |
| Steve Johnson Sam Querrey | 90      | 4              |

## Campeones

### Individuales masculinos
Kei Nishikori venció a  Taylor Fritz por 6-4, 6-4

### Dobles masculinos
Mariusz Fyrstenberg /  Santiago González  vencieron a  Steve Johnson  /  Sam Querrey por 6-4, 6-4